# Barnen i Uhlenbusch
Barnen i Uhlenbusch (tyska: Neues aus Uhlenbusch) västtyskt barnprogram i 40 halvtimmeslånga avsnitt, inspelade 1977-1982. Serien utspelar sig i den fiktiva nordtyska byn Uhlenbusch och kretsar kring några barn i förskoleåldern och deras vardag. Barnen är ofta ensamma men det finns två vuxna som de tycker speciellt mycket om och som alltid står på barnens sida: Tanten i speceriaffären och brevbäraren Onkel Heini, som kanske är en trollkarl.
Vinjetten visar den tecknade tuppen Konstantin som springer omkring på bygatan och vars fjädrar blåses av när en bil passerar.
Serierna sändes odubbade men med svensk berättarröst. Marian Gräns och Gunilla Thunberg delade på uppdraget som svensk berättare. Sveriges Television har visat serien i flera omgångar, första gången under våren 1979, senast 1996.